# Corvette Summer
Corvette Summer é um filme de aventura e comédia produzido nos Estados Unidos e lançado em 1978.